# 트롤

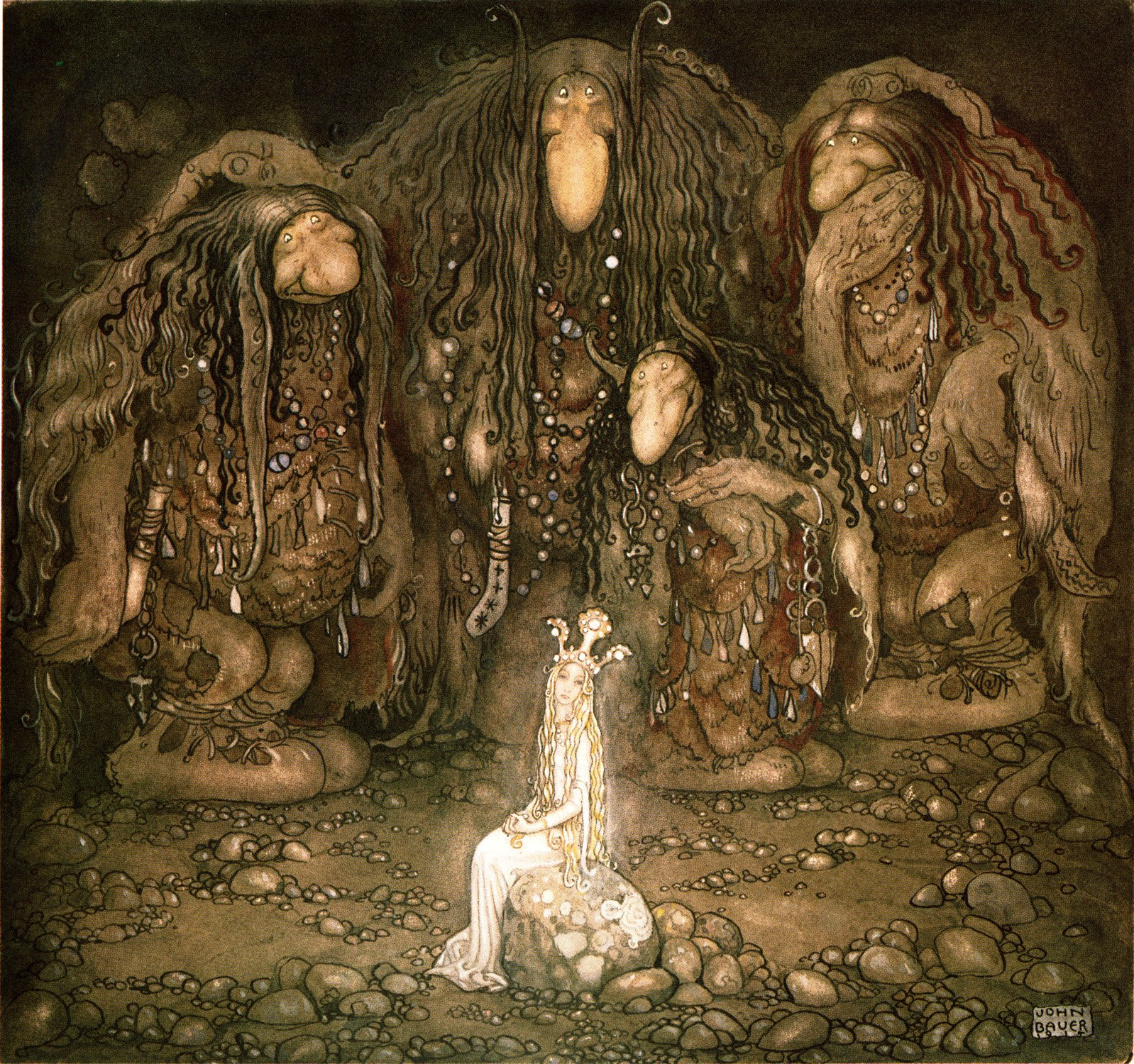
그들을 봐요, 트롤 엄마가 말했어요. 내 아들들 좀 봐! 당신은 달의 이쪽에서 더 이상 아름다운 트롤을 찾을 수 없을 것이다. (1915) by John Bauer

트롤(troll)은 스칸디나비아와 스코틀랜드의 전설에 등장하는, 인간과 비슷한 모습의 거인족이다. 산의 동굴이나 다 허물어져가는 오두막에 살며, 키는 4~11피트(1.2~3.3m)이며, 몸무게가 1톤이 넘는다. 수명은 무려 300년이다.
북유럽 신화에 따르면 요툰헤임에 살던 거인들이 신들과의 전쟁에서 참패하여 동굴에서 근근이 살아가면서 무능한 트롤이 되었다고 한다. 원래 요툰헤임은 거인의 나라를 뜻하는데 오늘날 노르웨이 중앙의 빙하를 안고 있는 고원이 이 이름으로 불린다.
스칸디나비아의 트롤은 깊은 계곡이나 동굴에 살며 키가 크고 힘이 세며 인간을 잡아먹는다. 노르웨이의 화가 테오도르 키텔센의 트롤이 유명하다. 

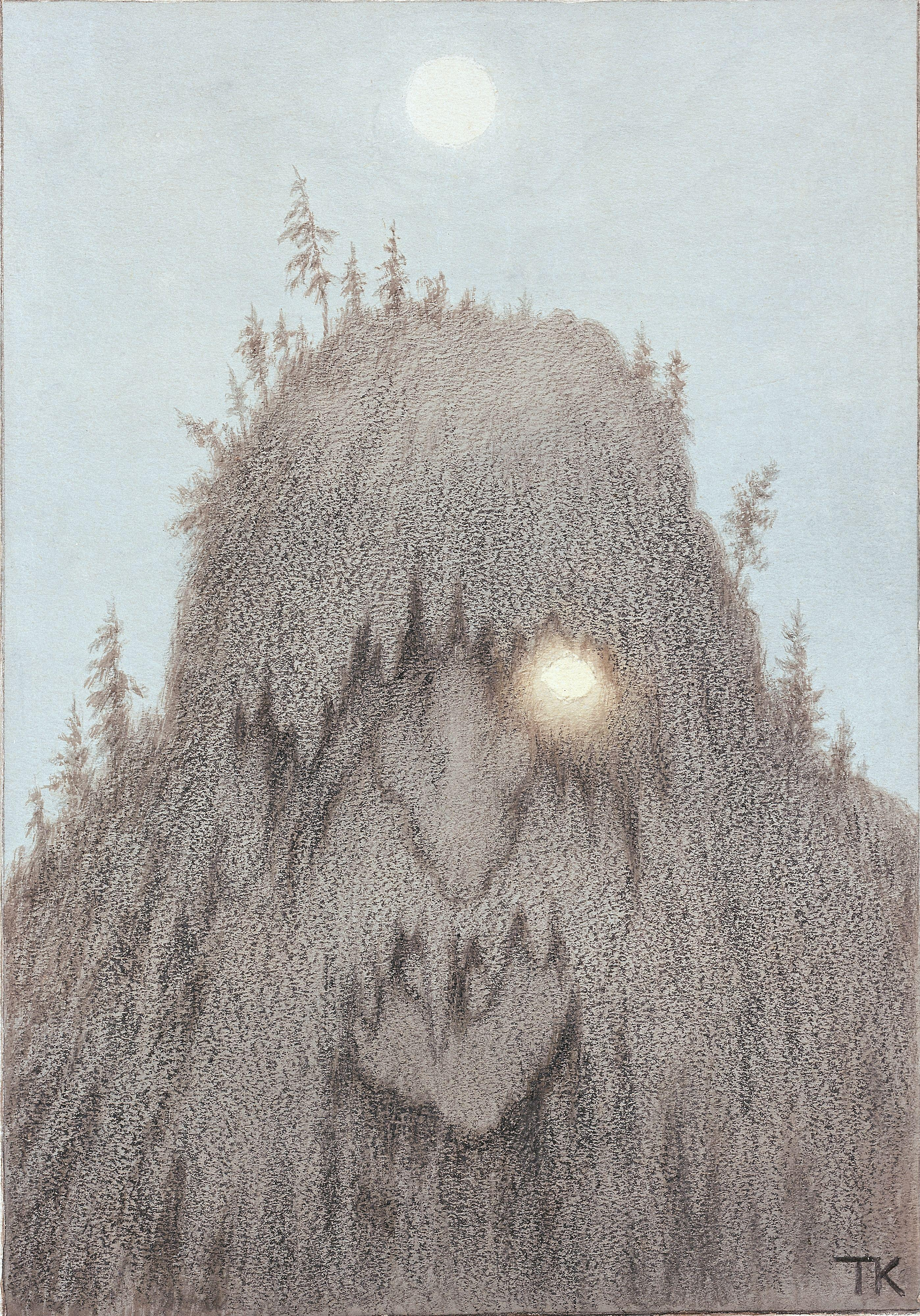
테오도르 키텔센이 그린 숲의 트롤(1906)

한편 스코틀랜드의 트롤은 섬처럼 노출된 지역에 살며 발육 상태가 좋지 않고 허약하다. 그러나 스칸디나비아의 트롤보다 더 교양이 있으며 좋은 음악을 감상할 줄 안다.
어슴푸레한 그림자 속에서만 목격되기 때문에 그 모습에 대해서는 분명치 않으며 손발이나 머리가 붙어 있다는 정도만 알 수 있다고 한다. 유럽의 다른 나라들에서의 트롤은 공통적으로 흉칙한 얼굴에 피부는 바위처럼 딱딱하며, 어금니가 난 입과 길고 예리한 발톱을 가진 괴물의 모습으로 알려져 있다. 그리고 종종 예측할 수 없는 난폭한 행동을 일삼는 것으로 유명하며, 곤봉 정도의 무기는 능숙하게 다룰 줄 안다.
트롤은 사람들이 모두 잠든 고요한 백야에 나타나서 마을을 배회한다. 거인이라기보다는 요괴에 가까운 존재로, 트롤이 다가가기만 해도 동물들은 두려움에 떨며 암소의 젖은 잘 나오지 않고 암컷 새는 알을 낳지 않게 된다고 한다. 트롤은 일반적으로 조악한 언어 몇 마디로 이루어진 듯한 소리를 내면서 의사소통을 한다. 트롤은 주로 날고기를 먹으며, 특별히 식성이 까다롭지 않기 때문에 야생동물부터 인간에 이르기까지 닥치는 대로 잡아먹는다.
트롤은 노르웨이의 극작가인 헨리크 입센의 희곡 《페르 귄트》에 의해 널리 알려졌다. 몽상가인 페르 귄트가 세계 각지를 방랑하고 고향에 돌아와 아내인 솔베이지의 사랑을 깨달을 때까지를 묘사한 작품으로, 여기에서 트롤은 페르 귄트가 주변의 지저분한 것들을 보지 못하도록 하기 위해서 그의 눈을 뽑아버린다.
판타지에서의 트롤은 체력이 빨리 회복되고 자연적으로 치유가 가능한 몬스터(또는 종족)로 등장한다.

## 같이 보기
- 고블린
- 오거
- 인터넷 트롤
- 트롤링